# Jinrō Shokei Game
Série
Killing Curriculum: Jinrō Shokei Game - Prologue
(2015)
Pour plus de détails, voir Fiche technique et Distribution.
Jinrō Shokei Game (人狼処刑ゲーム) est un film japonais réalisé par Guillaume Tauveron, sorti en 2015. Le film s'inspiré du jeu de société Les Loups-garous de Thiercelieux et intègre des thématiques yaoi.

## Synopsis
Taiga se réveille dans un lieu inconnu. Confiné dans une école avec d'anciens camarades de classe de l'école primaire et leur professeur, ils se retrouvent contraints de participer à un jeu sadique : le « jeu des loups-garous ».

## Fiche technique
- Titre : Jinrō Shokei Game
- Titre original : 人狼処刑ゲーム
- Réalisation : Guillaume Tauveron
- Scénario : Masakazu Hamada
- Musique : Jérémy Tridera
- Photographie : Mitsuhiro Fujiwara
- Montage :
- Production :
- Société de production : Brilliant Star Films & Artists
- Pays :  Japon
- Genre : Horreur et thriller
- Durée : 87 minutes
- Dates de sortie : 
  -  Japon : 9 mars 2015

## Distribution
- Motohiro Ohta : Taiga Kishimoto
- Kōsuke Yonehara : Yuichi Niina
- Kozue Aikawa : Suzu Nakamura
- Yū Chidai : Toru Takagi
- Keiko Morikawa : Muraoka-sensei
- Hiromi Sakimoto : Ryūn Sora
- Masanari Wada : Motoharu Yuge

## Diffusion
Le film est sorti en DVD et en Blu-ray le 16 mars 2015

## Préquelle
Une préquelle, Killing Curriculum: Jinrō Shokei Game - Prologue est sortie quelques mois plus tard le 9 août 2015. Celle-ci est réalisée par Tomoyuki Furumaya et s'intéresse au personnage de Niina.